# Panshan (ort i Kina)
Panshan är en ort i Kina. Den ligger i provinsen Liaoning, i den nordöstra delen av landet, omkring 130 kilometer sydväst om provinshuvudstaden Shenyang. Antalet invånare är 625 040.
Runt Panshan är det ganska tätbefolkat, med 239 invånare per kvadratkilometer. Det finns inga andra samhällen i närheten. Runt Panshan är det i huvudsak tätbebyggt.
Genomsnittlig årsnederbörd är 796 millimeter. Den regnigaste månaden är juli, med i genomsnitt 188 mm nederbörd, och den torraste är januari, med 9 mm nederbörd.